# 尿失禁
尿失禁（にょうしっきん）とは、尿を失禁する事である。

## 分類

### 真性尿失禁
真性尿失禁(しんせいにょうしっきん)は尿路異状による尿失禁。尿道外尿失禁とも言う。
原因は、尿管異所開口、膀胱腟瘻等による。根治療法として手術療法を行う。手術は尿路再建術を行う。また、人工尿道括約筋を埋め込む手術療法もある。

### 仮性尿失禁
仮性尿失禁(かせいにょうしっきん)は尿路自体には異状は無いが、尿路の周辺臓器の異状による尿失禁。

#### 切迫性尿失禁
- 切迫性尿失禁(せっぱくせいにょうしっきん)は、尿意が切迫してから起こる尿失禁。
  - 概念
    - 上位運動神経障害の一つ。大脳(下行路)の障害によっておこる。無抑制性神経因性膀胱。過活動膀胱の一症状。

  - 病態
    - 尿道括約筋などを動かす中枢神経が障害された物。感覚神経は健在なので尿意は感じるが、運動神経が障害されていて骨盤底筋群を意図的に動かせない。

  - 原因
    - 大脳の障害による。脳血管障害、パーキンソン病などの発病後の排泄中枢の障害など。

  - 統計
    - 70歳以上に多い。脳血管障害が高齢者に多いため。

  - 症状
    - 尿意を感じるにもかかわらず意図的に制止出来ずに失禁を起こす。

  - 治療
    - 薬物療法として抗コリン薬を用いる。抗コリン薬は神経から筋肉への指令を抑えて不随意な収縮を抑える。

#### 反射性尿失禁
- 反射性尿失禁(はんしゃせいにょうしっきん)は、反射的に起こる尿失禁。
  - 概念
    - 上位神経障害の一つ。脊髄（下行路、上行路）の障害によっておこる。自動性(反射性)神経因性膀胱。

  - 病態
    - 上位神経が障害されている。上位感覚神経障害により尿意が大脳まで伝わらず、上位運動神経障害により尿道括約筋などを動かすことが出来ない。下位運動神経の脱抑制（英語版）の為に反射亢進となる。

  - 症状
    - 尿意が大脳まで伝わらないので尿意は切迫しない。膀胱からの感覚は脊髄反射を介して膀胱括約筋などを刺激して反射的に尿を失禁する。

  - 治療
    - 薬物療法として抗コリン薬を用いる。抗コリン薬は神経から筋肉への指令を抑えて反射を抑える。

#### 溢流性尿失禁(奇異性尿失禁)
- 溢流性尿失禁(いつりゅうせいにょうしっきん)は、尿が膀胱に入りきらずに溢れ出てくる尿失禁。奇異性尿失禁（きいせいにょうしっきん）とも言う。神経因性膀胱や前立腺肥大等が原因となる。
  - 病態
    - 神経因性膀胱の場合
      - 自律性神経因性膀胱。 下位神経障害。脊髄（遠心路、求心路）の障害によって起こる。
      - 知覚麻痺性神経因性膀胱。 下位神経障害。脊髄（求心路）の障害によって起こる
      - 下位感覚神経障害によって膀胱から脊髄まで情報が伝わらず、下位運動神経障害によって脊髄からの運動指令が膀胱まで伝わらない。

    - 前立腺肥大等の場合
      - 前立腺肥大によって尿道が物理的に圧迫されると起こる。神経系が正常であって腹圧をかけても排尿できない。排尿できずに尿が膀胱に溜まり、入りきらなくなって少しずつ漏れ出てくる。

  - 統計
    - 50歳以上の男性に多くみられる。

  - 原因
    - 神経因性膀胱や前立腺肥大等。

  - 症状
    - 神経因性膀胱の場合
      - 膀胱から脊髄まで情報が伝わないので残尿感が無く尿意も感じないが膀胱は常に一杯で少量の持続的な失禁がある。

    - 前立腺肥大等の場合
      - 少量の持続的な失禁がある。神経系が正常なので常に残尿感がある。

  - 治療
    - 用手排尿やカテーテルによる自己導尿を覚える。前立腺肥大の場合は根治療法として手術療法を行う。

#### 腹圧性尿失禁
- 腹圧性尿失禁(ふくあつせいにょうしっきん)は、腹圧をかけると起こる尿失禁。
  - 統計
    - 35歳以上の女性に多くみられるが、10代や20代の若い女性でも珍しくない。

  - 原因：出産や肥満による骨盤底筋群のゆるみで発生する。
    - 症状：くしゃみ、大笑い、重いものを持ち上げるとき等通常より力がかかったときに尿が漏れる。日常の排尿は自分の意志で出来るが、症状が悪化すると、トイレに向かう一歩一歩ごとに漏れ、自分の意思ではどうにも出来ない状態[1]になったり、走っている時に急に漏れ、ズボンがびしょぬれ[2]になる場合もある。

  - 治療
    - 骨盤底筋群を鍛える事。

#### 機能性尿失禁
- 機能性尿失禁(きのうせいにょうしっきん)は尿路系以外の身体精神障害により起こる尿失禁。
  - 概念
    - 左片麻痺などで体の自由が利かず尿意を感じてからトイレに行くまでに時間がかかり間に合わない等の身体障害等で起こる。